# Алі-Гаджи
Алі-Гаджи (*д/н — 1503/1507) — 18-й маї (володар) і султан Борну в 1476—1503/1507 роках. Розпочав відновлення держави. Відомий також як Алі Дунамамі та Алі Гаджидені.

## Життєпис
Походив з Другої династії Сейфуа. Син Зейнаба, онук Дунами V. У 1476 році внаслідок боротьби зумів захопити владу, перемігши суперника з іншої гілки правлячої династії. В подальшому присвятив декілька років для ослаблення місцевої знаті та інших претендентів на трон. Зрештою Алі-Гаджи вдалося об'єднати Борну.
Згодом вів війни проти султаната Яо, який заснував народ білала. Війна була вдалою для Борну, в результаті чого Алі-Гаджи вдалося відвоювати колишню столицю Канему — Нджімі. Втім султан залишився в місті Нгазаргаму. Помер між 1503 та 1507 роками. Йому спадкував син Ідріс II.